# Stigs Bjergby Sogn
Stigs Bjergby Sogn var et sogn i Holbæk Provsti (Roskilde Stift). Sognet blev 1. december 2015 lagt sammen med Mørkøv Sogn til Stigs Bjergby-Mørkøv Sogn.
I 1800-tallet var Mørkøv Sogn anneks til Stigs Bjergby Sogn. Begge sogne hørte til Tuse Herred i Holbæk Amt. Stigs Bjergby-Mørkøv sognekommune blev senere delt så hvert sogn blev en selvstændig sognekommune. Ved kommunalreformen i 1970 blev både Stigs Bjergby og Mørkøv indlemmet i Tornved Kommune, der ved strukturreformen i 2007 indgik i Holbæk Kommune.
I Stigs Bjergby Sogn ligger Stigs Bjergby Kirke.
I sognet findes følgende autoriserede stednavne:
- Askov (bebyggelse)
- Bjergbygård (ejerlav, landbrugsejendom)
- Fjællebro (bebyggelse)
- Friheden (areal, bebyggelse)
- Hyrdehuse (bebyggelse)
- Kirkebjerg (bebyggelse)
- Langevang (bebyggelse)
- Ny Bjergby (bebyggelse)
- Stigs Bjergby (bebyggelse, ejerlav)